# Бурлакова, Вера Николаевна
Вера Николаевна Бурлако́ва (1 мая 1924, Ленинград — 28 февраля 2017, Москва) — советская актриса театра и кино.

## Биография
Родилась 1 мая 1924 года в Ленинграде.
В 1949 году окончила ВГИК и сразу же вошла в штат киностудии «Мосфильм» и Театра-студии киноактёра, в котором состояла до 1990 года.
Сниматься начала в том же 1949 году. Обычно это были небольшие эпизодические роли, в которых она появлялась в окружении главных героев фильма. Самая заметная из них — мать в фильме «Нахалёнок», который был снят в 1961 году режиссёром Евгением Кареловым по рассказу Михаила Шолохова.
Была замужем за актёром Александром Смирновым.
Скончалась 28 февраля 2017 года в Москве. Похоронена на Химкинском кладбище.

## Фильмография
1. 1949 — Алитет уходит в горы — эпизод
2. 1950 — Далеко от Москвы — комсомолка
3. 1950 — Донецкие шахтёры — эпизод
4. 1951 — Сельский врач — секретарь
5. 1951 — Спортивная честь — девушка в ресторане
6. 1954 — Верные друзья — эпизод
7. 1954 — Школа мужества — эпизод
8. 1956 — Они были первыми — эпизод
9. 1957 — Они встретились в пути — эпизод
10. 1957 — Поединок — эпизод
11. 1957 — Саша вступает в жизнь — скотница
12. 1957 — Хождение по мукам. Серия 1. Сёстры — Лиза
13. 1957 — Случай на шахте восемь — секретарша
14. 1958 — Человек с планеты Земля — эпизод
15. 1959 — Баллада о солдате — женщина с младенцем
16. 1959 — Ссора в Лукашах — жена Копыловa
17. 1959 — Хождение по мукам. Серия 3. Хмурое утро — эпизод
18. 1960—1961 — Воскресение — сторожиха
19. 1960 — Месть  (короткометражный) — эпизод
20. 1960 — Чудотворная — Екатерина Мякишева
21. 1961 — Дуэль — Ольга
22. 1961 — Нахалёнок (ТВ) — мать
23. 1962 — Вступление — кондуктор
24. 1962 — Суд — секретарь суда
25. 1963 — Без страха и упрёка — работница почты
26. 1963 — Секретарь обкома — эпизод
27. 1963 — Это случилось в милиции — мать пьющего парня
28. 1964 — Большая руда — мать Наташи
29. 1964 — Дайте жалобную книгу — мамаша с детьми в кафе
30. 1964 — Зачарованная Десна — эпизод
31. 1964 — Председатель — секретарша
32. 1965 — Наш дом — пассажирка
33. 1965 — Они не пройдут — эпизод
34. 1965 — Совесть — женщина на собрании
35. 1966 — Нет и да — эпизод
36. 1966 — Скверный анекдот — эпизод
37. 1967 — Анна Каренина — Аннушка
38. 1967 — По Руси — деревенская баба
39. 1967 — Путь в «Сатурн» — Вера
40. 1968 — Зигзаг удачи — член тиражной комиссии
41. 1968 — Первая девушка — мать Сани
42. 1969 — Внимание, черепаха! — нянечка
43. 1969 — Золото — жена лесника
44. 1969 — Чайковский — дама
45. 1970 — Поезд в завтрашний день — работница Совнаркома
46. 1970 — Расплата — микробиолог
47. 1972 — Бой после победы — эпизод
48. 1972 — Наковальня или молот — Магдалена
49. 1972 — Человек на своём месте — мать Боброва
50. 1973 — Дела сердечные — дорожная рабочая
51. 1974 — Ищу свою судьбу — эпизод
52. 1974 — Ливень — эпизод
53. 1975 — Без права на ошибку — колхозница
54. 1975 — На край света… — эпизод
55. 1976 — Вы мне писали… — работница фабрики
56. 1976 — Повесть о неизвестном актёре — актриса
57. 1976 — Ты — мне, я — тебе — секретарша
58. 1977 — Гонки без финиша — эпизод
59. 1977 — Приезжая — жительница села
60. 1977 — Служебный роман — член инвентаризационной комиссии
61. 1977 — Трясина — эпизод
62. 1978 — Пятое время года — Монахова
63. 1979 — Отец и сын — Настя
64. 1979 — Маленькие трагедии  (ТВ) — актриса
65. 1980 — Киноальманах «Молодость». Новелла «Ангел мой»  (короткометражный) — соседка
66. 1981 — От зимы до зимы — секретарь министра
67. 1982 — Надежда и опора — Татьяна Сергеевна
68. 1982 — Не было печали — лифтёрша
69. 1982 — Покровские ворота  (ТВ) — дежурная
70. 1982 — Человек, который закрыл город — эпизод
71. 1983 — Вечный зов  (ТВ) — эпизод
72. 1983 — Летаргия — пассажирка электрички
73. 1983 — Прости меня, Алёша — бабушка
74. 1984 — Успех — актриса
75. 1985 — Дикий хмель — работница обувной фабрики
76. 1985 — Из жизни Потапова — эпизод
77. 1985 — Поездки на старом автомобиле — женщина, входящая в театр
78. 1985 — Утро обречённого прииска — эпизод
79. 1986 — Аэропорт со служебного входа — эпизод
80. 1986 — От зарплаты до зарплаты — Мария Павловна, работница обувной фабрики
81. 1986 — Очная ставка — тётя Катя
82. 1987 — Крейцерова соната — няня
83. 1989 — Авария — дочь мента — пассажирка автобуса
84. 1989 — Закон — горничная